# Orticumab
L'orticumab è un anticorpo monoclonale dotato di proprietà antinfiammatorie, in grado di legarsi alle lipoproteine a bassa densità (LDL) quando queste sono andate incontro a stress ossidativo. L'anticorpo agisce da modulatore nell'ambito delle patologie autoimmuni.
Uno studio clinico su pazienti affetti da psoriasi ha mostrato l'effetto protettivo dell'orticumab rispetto all'aterosclerosi delle coronarie e alle manifestazioni infiammatorie sistemiche.